# باشگاه فوتبال هاپوئل خدرا
باشگاه فوتبال هاپوئل خدرا (عبری: מועדון כדורגל הפועל חדרה–גבעת אולגה שולם שוורץ) یک باشگاه فوتبال از شهر خدرا کشور اسرائیل است. آنها در حال حاضر در لیگ برتر فوتبال اسرائیل بازی می کنند.

## تاریخچه
این باشگاه در سال ۱۹۳۶ تأسیس شد، اگرچه فعالیت های فوتبالی در شعبه هاپوئل در خدرا در اوایل سال ۱۹۲۸ رخ داد.در سالهای پایانی قیمومت بریتانیا بر فلسطین، باشگاه وارد مسابقات جام و لیگ EIFA شد، اما به دلیل جنگ ۱۹۴۸ فلسطین، باشگاه منحل شد . پس از منشور استقلال اسرائیل، باشگاه اصلاح شد و در سطح دوم وارد مسابقات لیگ شد. این باشگاه در سال ۱۹۵۴ به لیگ الف، سپس لیگ برتر صعود کرد. با این حال، آنها در پایان اولین فصل خود در رده بالا، پس از پایان دوم از پایین، به دسته دوم سقوط کردند. در سال ۱۹۵۷ آنها به اندازه کافی در لیگ الف (در آن زمان رده دوم) به پایان رسیدند تا در پلی آف برای صعود به لیگ لئومیت رقابت کنند، اما تفاضل گل را با یک گل از دست دادند.
باشگاه مجبور شد تا سال ۱۹۷۰ برای ارتقای دیگری صبر کند، زمانی که آنها به عنوان قهرمان لیگ الف ارتقا یافتند. آنها در فصل ۱۹۷۰-۱۹۷۱ به سختی از سقوط اجتناب کردند، و بالاتر از باشگاه فوتبال مکابی پتخ تیکوا سقوط کرده با تفاضل گل به پایان رسیدند. با این حال، آنها در فصل بعد پس از پایان دادن به انتهای جدول سقوط کردند. این بار آنها بلافاصله به عنوان نایب قهرمان لیگ الف برگشتند و در ۱۹۷۳-۱۹۷۴ سیزدهم شدند،یعنی یک امتیاز بالاتر از منطقه سقوط.
اگرچه در فصل ۷۵–۱۹۷۴، باشگاه در بالاترین جایگاه خود یعنی هفتم به پایان رسید، آنها در فصل بعد سقوط کردند. این باشگاه برای دومین بار به عنوان قهرمان لیگ آرتزیت (دسته دوم جدید) به لیگ برتر بازگشت، اما دوباره در سال ۱۹۷۹ سقوط کرد و آخرین حضور آنها تا به آن روز در لیگ برتر بود.
در سال های ۱۹۸۶ و ۱۹۸۹ این باشگاه قهرمان لیگ آرتزیت توتو جام شد. در سال ۱۹۹۴ پس از مجرم شناخته شدن تبانی بازی در لیگ مقابل باشگاه فوتبال هاکواه آمیدار رمت گن، ۱۲ امتیاز از آنها کسر شد. آنها در سال ۱۹۹۷ به رده سوم سقوط کردند، و پس از تغییر ساختار لیگ در سال ۱۹۹۹، به دسته چهارم سقوط کردند. آنها دوباره در سال ۲۰۰۳ به لیگ بت سقوط کردند.
در سال ۲۰۰۶، تمام باشگاه‌های فوتبال از شهر خدرا در یک باشگاه به نام هاپوئل ایرونی اران خدرا ادغام شدند.
در فصل ۱۰–۲۰۰۹، این باشگاه برای صعود به لیگ لئومیت مبارزه کرد و ۷۰ درصد از فصل را در جایگاه اول رهبری کرد. با این حال، آنها پس از به پایان رساندن مقام سوم در لیگ الف جنوب، به ارتقاء دست نیافتند. در فصل بعدی ۲۰۱۰–۲۰۱۱، آنها تقسیم بندی را به شمال تغییر دادند، و این آغازی بود برای مشکلات مالی بد، و با بودجه اندک آنها از ابتدا به ساختن باشگاه نیاز داشتند. در آن فصل، امی الحداد یکی از بازیکنانی بود که در دهه ۷۰ برای این باشگاه بازی می کرد. در پایان فصل در رده هشتم قرار گرفتند.
فصل ۲۰۱۱–۲۰۱۲ یکی از بدترین فصل های آنها بود، زیرا آنها در رده چهاردهم به پایان رسیدند و باید در پلی آف مقابل ایهود بنی ماکسور از شرط بندی لیگا بازی می کردند. خدرا پس از گل‌های مومو نیستل و الیاس زانا در مرحله پلی آف سقوط با نتیجه ۲–۱ پیروز شد. در طول فصل، باشگاه شاهد تغییراتی در پست مدیریتی بود، زمانی که امی الهداد از باشگاه استعفا داد و یوهانان اسرائیلوف، مدیر جوانان جایگزین او شد، که فصل را نیز به پایان نرساند، زیرا ایتزیک بن تورا در آخرین دوره مدیریت باشگاه را بر عهده داشت.
در پایان فصل ۲۰۱۲-۲۰۱۳ آنها در جایگاه هفتم قرار گرفتند. مدیر ایال عمار باشگاه را ترک کرد و به گیوات اولگا بازگشت.
در فصل ۲۰۱۳–۲۰۱۴، این باشگاه توسط احمد وهاب به عنوان سرمربی و یوسف موگیلیوفسکی به عنوان دستیار مدیر مدیریت شد و پس از اولین دوره لیگ (۱۵ بازی) در رده هشتم قرار گرفت. پس از اینکه احمد وهاب به دلیل مشکلات مالی به همراه پسرش برکات باشگاه را ترک کرد و کوبی باداش به هاپوئل میگدال هامک رفت، هادرا با سرمربی جدید رون کلر که بخش جوانان باشگاه را آموزش می‌داد قرارداد امضا کرد و فصل را در هفتم به پایان رساند. جایگاه، ۶ امتیاز کمتر از پلی آف صعود.
در فصل ۱۵–۲۰۱۴، بازی با گیل فیشل به عنوان سرمربی جدید آغاز شد. اما بعد از ۱۰ بازی سرمربی به دلیل مشکلات مالی استعفا داد. و پس از آن ساشا فلدمن که بازیکن باشگاه بود، مربیگری تیم را بر عهده گرفت. پس از ۴ بازی باشگاه را ترک کرد و در دربی با ام اس گیوات اولگا ایتسیک بن تورا روی خط ۱ ایستاد. یوهانان اسرائیلوف تنها ۵ بازی به تمرینات تیمی که مربیگری می کرد بازگشت و آن را ترک کرد. ران کلر که فصل گذشته تمرین کرد، از باشگاه مراقبت کرد و با تیم به موفقیت رسید و به مقام نهم لیگ الف شمال رسید. و اولین نفری بود که در بازی گذشته دربی را ۱–۰ در مقابل گیوات اولگا برد .
در فصل ۱۷–۲۰۱۶ روز بزرگی در باشگاه بود. این تیم به لیگ لئومیت در رده دوم اسرائیل صعود کرد. پس از کسب مقام اول لیگ. این اولین بار پس از ۲۰ فصل بود که آخرین باری بود که در رده دوم بازی می کردم.
در فصل ۱۸–۲۰۱۷، این باشگاه برای اولین بار پس از ۴۰ سال از مقام دوم لیگ لئومیت، دوباره به لیگ برتر فوتبال اسرائیل صعود کرد.
در فصل بعد، هاپوئل خدرا در لیگ برتر هیجان بزرگی ایجاد کرد و جایگاه خود را در پلی آف قهرمانی تضمین کرد، چیزی که باعث شد این باشگاه رکورد قبلی خود را در لیگ دسته اول، رتبه هفتم، بهبود بخشد و فصل را در رده ششم به پایان برساند.